# Cifuentes (Guadalajara)
Cifuentes és un municipi de la província de Guadalajara, a la comunitat autònoma de Castella-La Manxa. Inclou les pedanies de Carrascosa de Tajo, Gárgoles de Abajo, Gárgoles de Arriba, Gualda, Huetos, Moranchel, Oter, Ruguilla, Sotoca de Tajo i Val de San García.

## Persones il·lustres
- Diego de Landa (1524-1579), religiós, arquebisbe de Yucatán
- Juan Gutiérrez de Gualda (segle xvi), capellà i matemàtic
- Vicente Pérez Martínez (mitjan segle xviii - 1800) compositor i musicòleg.